# ダルトン・ボールドウィン
ダルトン・ボールドウィン（Dalton Baldwin、1931年12月19日 - 2019年12月12日）は、アメリカ合衆国のピアニスト。
ニュージャージー州に生まれた。オハイオ州のオベリン大学で学んだ後、フランスで、ナディア・ブーランジェ、マドレーヌ・リパッティに学ぶ。
彼はすぐさま歌曲の伴奏ピアニストとしてキャリアを積み、ジェラール・スゼーやエリー・アーメリング、テレサ・ベルガンサなどと共演して多数の録音をフィリップス・レコード、EMIを中心に行い、極めて高い評価を受ける。